# 崔自铎
崔自铎（1929年—），男，汉族，河北钜鹿人，中国哲学家，曾任中共中央党校教授、博士生导师。